# Custer (Dakota del Sur)
Custer es una ciudad ubicada en el condado de Custer en el estado estadounidense de Dakota del Sur. En el Censo de 2010 tenía una población de 2.067 habitantes y una densidad poblacional de 314,2 personas por km².

## Geografía
Custer se encuentra ubicada en las coordenadas 43°46′0″N 103°35′59″O / 43.76667, -103.59972. Según la Oficina del Censo de los Estados Unidos, Custer tiene una superficie total de 6.58 km², de la cual 6.55 km² corresponden a tierra firme y (0.43%) 0.03 km² es agua.

## Demografía
Según el censo de 2010, había 2.067 personas residiendo en Custer. La densidad de población era de 314,2 hab./km². De los 2.067 habitantes, Custer estaba compuesto por el 94.82% blancos, el 0.53% eran afroamericanos, el 2.61% eran amerindios, el 0.19% eran asiáticos, el 0% eran isleños del Pacífico, el 0.48% eran de otras razas y el 1.35% pertenecían a dos o más razas. Del total de la población el 2.61% eran hispanos o latinos de cualquier raza.